# モホークの太鼓
『モホークの太鼓』（モホークのたいこ、Drums Along the Mohawk）は、1939年製作のアメリカ合衆国の歴史ドラマ映画。ジョン・フォード監督作品。生まれ育った環境の違う新婚夫婦が、力を合わせて逞しく様々な苦難を乗り越えていく生き方を描いた作品。また、ジョン・フォード映画では初のカラー映画でもある。

## ストーリー
アメリカが独立戦争を始めた1770年代の初めのころ、現在ニューヨーク州オルバニイのボースト家で、娘のラナと若い開拓農夫ギルバート・マーティンの結婚式が挙げられた。そしてすぐモホーク河の渓谷にあるギルの農場へ出発した。途中の宿屋に1泊したとき片眼に眼帯をかけた英国人コールドウェルが、2人の行先のディアフィールド地方には、インディアンが出没しているらしいと警告した。ラナは何となしにゾッとした。楽しい新婚のホームを空想していた彼女は、粗末な丸太小屋が我が家と知ってガッカリした。おまけに1人のインディアンがノッソリと入って来たのには、たまげてしまい悲鳴をあげたが、それはブルー・バックという味方と夫に説明されても、ラナは怖くて震えが止まらなかった。彼女はオルバニイへ帰りたいと思ったが、ギルに言いつけられ翌日から開墾に従った。日曜日にはジャーマン・フラットの町へ行って、教会でリール夫妻と娘のメエリイ、ウィーヴア夫人とその息子ジョン等と近づきになった。そこにはハーキマー将軍もいた。16歳から60歳までの男は、英軍やインディアンの襲来に備えて、将軍の指揮下に戦闘教練を受けるのだった。その頃は新来の開拓者には、皆が手伝う習慣で、ギルの農場も町で知り合った人達に来てもらって、耕地は拡げられ作物は豊かに実った。しかしコールドウェルが先導するインディアン達が襲撃し、一同はジャーマン・フラットの砦に逃げ込んだが、ギルの家は焼き払われてしまった。その騒ぎでラナは流産し、家の焼跡を見たギルは町へ引き揚げようと言い出したが、ラナは落胆している夫を励ますのだった。住むに家ない2人はマックレナー夫人の農場に雇人として住み込み、真っ黒になって精出して働いた。風雲はいよいよ急となり、男は皆戦いに出て行き、ギルも負傷して帰ったが生命に別条はなかった。しかしハーギマー将軍は重傷から死んで、牧師ローゼンクランツが指揮者となった。ラナは再び身ごもり、やがて1子デーヴが生まれた。けれども平和な日は短く、ある日マックレナー夫人の家にインディアンが放火した。一同は砦に入り千人余りのインディアンと対戦した。一旦は臼砲の威力で撃退したが、敵は砦を遠巻きにした。矢に胸を貫かれたマックレナー夫人は、ギル夫妻に財産を譲ると遺言して死んだ。弾薬が不足して来たので、デイトン砦へ援兵を乞いにギルは赴いた。夜が明け正午となっても来援なく、敵はついに砦を破って侵入し、味方は教会に拠って死を待つ時、ギルは援軍を案内して来、敵を撃退した。コールドウェルはブルー・バックに撃ち殺され、ギルは愛児とラナを抱いた。やがてジョージ・ワシントンが、ヨーク・タウンで英軍を降参させたという報がもたらされた。

## キャスト
※括弧内は日本語吹替（放送日：1969年11月8日 NET『土曜映画劇場』）
- ヘンリー・フォンダ：ギルバート・マーティン（小山田宗徳）
- クローデット・コルベール：マグダレナ・マーティン（阿部寿美子）
- エドナ・メイ・オリバー：マクレナー夫人（川路夏子）
- エディ・コリンズ：クリスチャン・リオール（和久井節緒）
- ジョン・キャラダイン：コールド・ウェル
- ワード・ボンド：アダム・ハートマン（小林昭二）
- ロジャー・イムホフ：ニコラス・ハーキマー司令官
- アーサー・シールズ：ローゼングランツ
- ジョン・ビッグツリー酋長：ブルーバック
- フランシス・フォード：ジョー・ボレオ
- ジェシー・ラルフ：ウィーバー夫人
- ロバート・ローリー：ジョン・ウィーバー
- ケイ・リネカー：デモス夫人
- ラッセル・シンプソン：ペトリー医師
- スペンサー・チャーターズ：宿屋の主人
- ウェイン・ビクター・フランク：ドラム奏者

## スタッフ
- 製作総指揮：ダリル・F・ザナック
- 監督：ジョン・フォード
- 脚本：ソニア・レヴィン、ラマール・トロッティ
- 撮影：バート・グレノン、レイ・レナハン
- 美術：リチャード・デイ、マーク・リー・カーク
- 音楽：アルフレッド・ニューマン
- 編集：ロバート・L・シンプソン

## 主な受賞歴
- アカデミー賞
ノミネート
アカデミー助演女優賞：エドナ・メイ・オリバー
アカデミー撮影賞（カラー部門）：レイ・レナハン、バート・グレノン